# Briescht
Briescht (niedersorbisch Bŕašc, dialektal Brěšc/Brěst, „Ulmenort“) ist ein Ortsteil der Gemeinde Tauche im Brandenburger Landkreis Oder-Spree mit rund 200 Einwohnern. Zu Briescht gehört der Wohnplatz Schwarzer Kater.
Das Dorf liegt in der mehrfach geschützten Niederung der mäandrierenden Krummen Spree an der Grenze zum Unterspreewald. Sehr wahrscheinlich um 1180 erstmals urkundlich erwähnt, stand Briescht als Teil der Herrschaft Beeskow bis in das 16. Jahrhundert unter dem Einfluss der Markgrafschaft Lausitz beziehungsweise der sächsischen Kurfürsten. In der frühen Neuzeit gehörte das Rittergut Briescht zum später königlichen Gut Kossenblatt und war weitgehend landwirtschaftlich geprägt.
Um 1900 wurde im Ort eine königliche Försterei angesiedelt, deren Ensemble heute als Alte Försterei Briescht denkmalgeschützt ist. Im 20. Jahrhundert erlangte der Ort Bedeutung durch die Norddeutschen Parkettwerke, die bis in die DDR-Zeit, dann als VEB, Parkett produzierten. Der Parketttransport erfolgte über den ehemaligen Bahnhof Briescht der 1995 stillgelegten Niederlausitzer Eisenbahn. Sehenswert ist neben der Alten Försterei die hölzerne Spreebrücke Briescht, die 1992 nach historischem Vorbild als Zugbrücke erbaut wurde.

## Geografie und Naturraum

### Lage und Geologie
Die 1104 Hektar umfassende Gemarkung Brieschts liegt auf dem südlichen Ausläufer der Beeskower Platte (Naturräumliche Haupteinheit 824) zum Spreetal hin. Die Spree fließt in diesem Flussabschnitt in der glazialen Brieschter Talung unter dem Namen Krumme Spree von West nach Ost und trennt die Beeskower Platte von der südlich anschließenden Lieberoser Platte/Leuthener Sandplatte (Naturräumliche Haupteinheit 825). Das Dorf selbst liegt ungefähr im Zentrum seiner Gemarkung am nördlichen Spreeufer, der Wohnplatz Schwarzer Kater südlich des Flusses. Während die ausgedehnte, in etwa kreisförmige bis quadratische Gemarkung im Norden neben kleineren Waldabschnitten von Offenland geprägt ist, wird der Teil südlich der Spree nahezu vollständig von einem ausgedehnten Waldgebiet eingenommen.
Im Westen grenzt die Brieschter Gemarkung an Kossenblatt, im Norden an Giesensdorf, im Nordosten an Stremmen, im Südosten und Süden an Trebatsch und im Südwesten an Schuhlen-Wiese, einen Ortsteil der Gemeinde Märkische Heide im Landkreis Dahme-Spreewald. Alle anderen angeführten Nachbarorte gehören wie Briescht zur Gemeinde Tauche.

### Verkehrsanbindung und Radwege

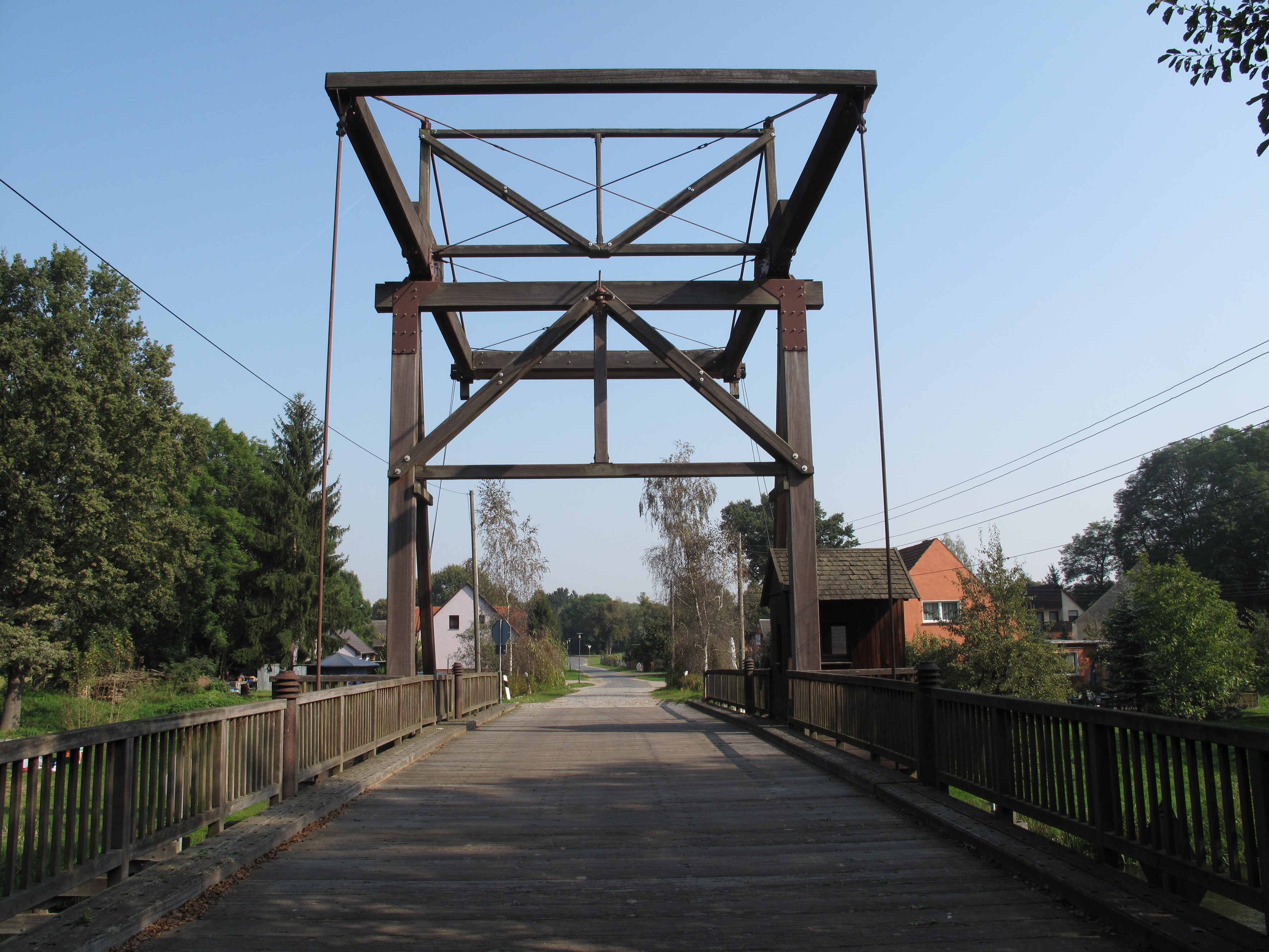
Spreebrücke Briescht

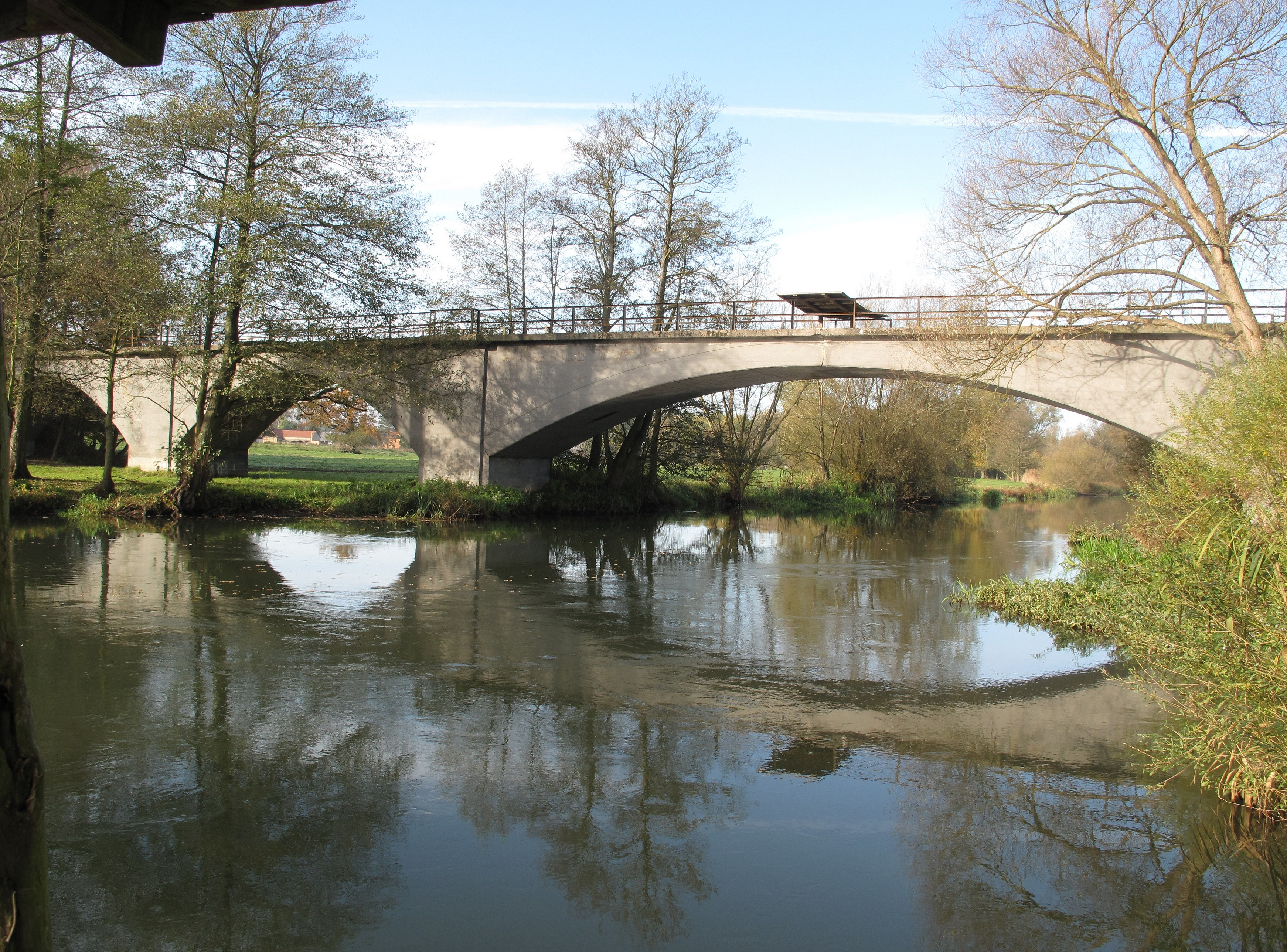
Eisenbahnbrücke Briescht mit der mehrfach geschützten Flussaue der Spree. Östlich der Brücke (links im Bild) beginnt das NSG Spreebögen bei Briescht.

Das Breitgassendorf wird von West nach Ost von der Brieschter Dorfstraße durchzogen, Teil der Kreisstraße 6724 nach Kossenblatt im Westen und Trebatsch im Südosten. Von der Dorfstraße zweigt nach Süden die Ortsstraße „An der Spree“ ab, die über die hölzerne Spreebrücke Briescht und nach der Brücke unter dem Namen „Schwarzer Kater“ zum ehemaligen Hof Schwarzer Kater führt und dort endet. Die Straßen und die Brücke sind zudem Teil des Spreeradwegs und des Radwanderwegs Märkische Schlösser-Tour. Die Radwege verlaufen nach dem Straßenende weiter nach Rocher, einen Wohnplatz des Taucher Ortsteils Trebatsch. Im Öffentlichen Nahverkehr vernetzt die Linie 404 der Busverkehr Oder-Spree (BOS) Briescht mit Tauche, Mittweide und Beeskow.
Bis zur Stilllegung 1995 war der Bahnhof Briescht Haltepunkt der Niederlausitzer Eisenbahn, die von Beeskow über Briescht und Lübben zum Bahnknotenpunkt Falkenberg/Elster verlief. Von der Eisenbahnzeit zeugt neben dem Bahnhof, der heute in privater Hand ist, noch die Eisenbahnbrücke Briescht, die rund 200 Meter östlich der Zugbrücke die Spree überquert.

### Schutzgebiete

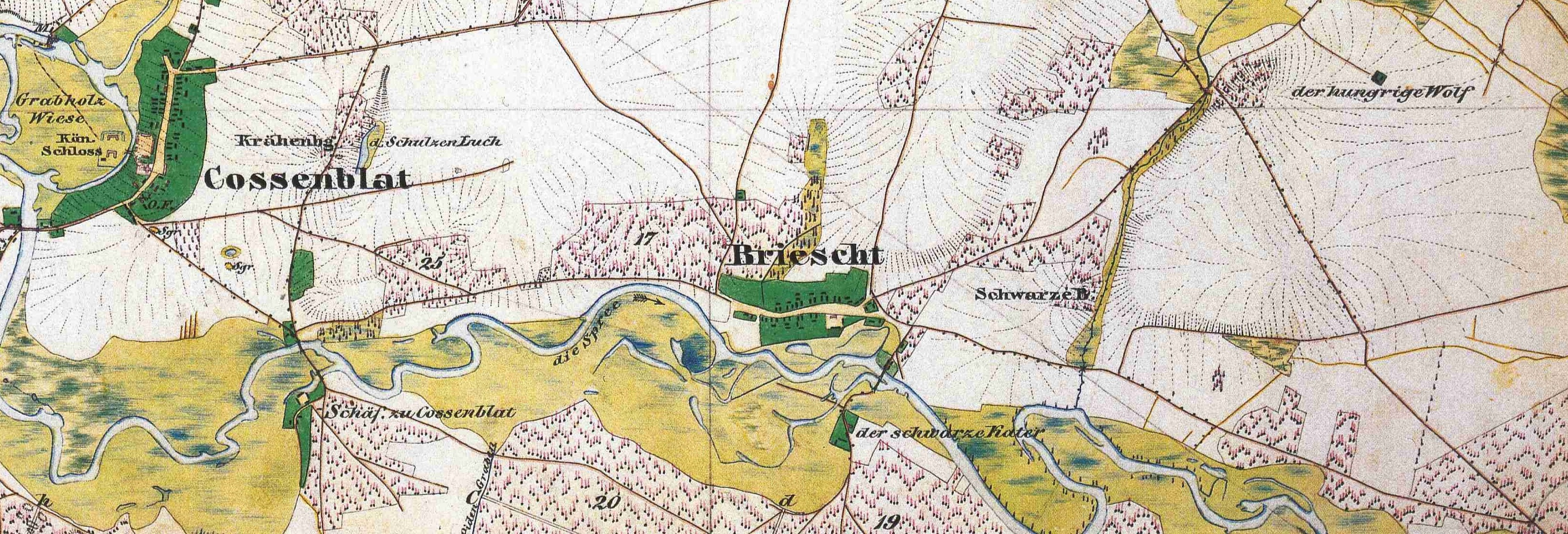
Briescht und Krumme Spree in der Preußischen Uraufnahme von 1846. Westlich von Briescht das heutige FFH-Gebiet Spree, östlich das NSG und FFH-Gebiet Spreebögen bei Briescht. Die gesamte Flussaue ist zudem als LSG Krumme Spree ausgewiesen. Die Karte zeigt ferner den heutigen Wohnplatz Schwarzer Kater und das königliche Schloss Kossenblatt.

Die gesamte Flussaue der Spree zwischen Werder und Trebatsch ist als Landschaftsschutzgebiet Krumme Spree ausgewiesen und zudem mit zwei im LSG liegenden FFH-Gebieten Teil des kohärenten europäischen ökologischen Netzes besonderer Schutzgebiete Natura 2000. Das hauptsächlich westlich der Brieschter Eisenbahnbrücke gelegene und 2324 Hektar umfassende FFH-Gebiet Spree charakterisiert der Steckbrief des Bundesamtes für Naturschutz (BfN) unter der Nummer 3651-303 wie folgt: Landesweit bedeutsames Fließgewässer mit herausragender Verbindungs- und Ausbreitungsfunktion für Fischotter, Biber und zahlreiche Fischarten, Aue mit typischen Lebensräumen.
Östlich schließt sich mit 111 Hektar das Naturschutzgebiet Spreebögen bei Briescht an, das zudem unter der Nr. 3850-302 mit identischer Fläche unter folgender Kurzbeschreibung als FFH-Gebiet deklariert wurde: Begradigter Abschnitt des Spreemittellaufes mit angeschlossenen, markant ausgebildeten Mäandern und eingeschlossener sowie angrenzender, überwiegend grünlandgeprägter Auenvegetation. Die Mäander der Spreebögen bei Briescht, die durch Begradigung insbesondere des markanten Stremmer Bogens und des Teufelsbogens vom Hauptlauf der Spree abgetrennt wurden, sind heute als meist einseitig an den Hauptlauf angeschlossene Altarme erkennbar. Im südöstlichen Teil der Bögen dominieren Erdniedermoore aus Torf über Flusssand (geringmächtige Torflagen mit Mineralboden und hohem Grundwasserstand). Nördlich herrschen Gleye aus Fluss- oder Urstromtalsand vor. Die Vegetation der Spreebögen ist mit einer Dominanz von knapp 80 % von Gras- und Staudenfluren geprägt. Der nachstehende Ausschnitt der Preußischen Uraufnahme von 1846 zeigt noch die ursprünglichen, heute teils abgetrennten Brieschter Spreebögen.

## Geschichte
Die zuvor slawische Region wurde im 12. Jahrhundert im Zuge der Deutschen Ostsiedlung aus dem Wettinischen heraus besiedelt und war Bestandteil der Herrschaft Beeskow-Storkow in der Markgrafschaft Lausitz. Briescht gehörte zur Teilherrschaft Beeskow. Erst 1575 fielen Beeskow-Storkow faktisch an Brandenburg. Ab spätestens 1542 im Besitz des Guts Kossenblatt, wurde der Hauptteil Brieschts im 19. Jahrhundert dem Landkreis Beeskow-Storkow zugeordnet (sogenannter preußischer Anteil), während südlich der Spree gelegene Forstfluren Brieschts mit einigen Wohngebäuden bis 1928 Teil des Landkreises Lübben blieben (sogenannter niederlausitzer Anteil).

### Urgeschichte
Archäologische Funde und die Bodendenkmale in Briescht deuten auf eine Besiedlung des Ortes bereits in urgeschichtlicher Zeit hin. Aus der Steinzeit (Paläolithikum, Mesolithikum und Neolithikum) und aus der Bronzezeit sind Siedlungen beziehungsweise Rast- und Werkplätze nachgewiesen. Rentierjäger aus der letzten Kaltphase hinterließen in der Jüngeren Dryaszeit (um 10.000 v. Chr.) in Briescht ein Silexinventar (vgl. Silex und Inventar), das der Ahrensburger Kultur zugerechnet wird. Die spärliche germanische Besiedlung des ostbrandenburgischen Seen- und Heidegebiets erfolgte erst in der älteren römischen Kaiserzeit gegen Ende des 2. Jahrhunderts n. Chr. Sie wird mit den Burgunden und der Przeworsk-Kultur in Verbindung gebracht. Zwei der wenigen spätkaiserzeitlich-völkerwanderungszeitlichen Siedlungen wurden bei Briescht und Wolzig entdeckt. Ab dem 4. Jahrhundert wanderten die germanischen Siedler aus dem Gebiet ab.

### Slawische Besiedlung im frühen Mittelalter
Die slawische Landnahme erfolgte im Beeskow-Storkower Raum vereinzelt bereits im 7. Jahrhundert, wie nach Angabe von Sophie Wauer die für die frühslawische Zeit charakteristische handgefertigte, weitgehend unverzierte Keramik zeigt, die in Briescht, Wolzig, Görsdorf und Sauen gefunden wurde. Diese Keramik wurde der Sukow-Szeligi-Gruppe zugeordnet, allerdings wurde dieser Gruppenbegriff aus den 1980er-Jahren inzwischen wieder verworfen. Eine Siedlung aus dem slawischen Mittelalter, die zu der slawischen Siedlungskammer um die Burgwarde Triebus (Trebatsch), Liubocholi (Leibchel, Ortsteil von Märkische Heide) und Mroscina (Pretschen) gehörte, ist in Briescht als Bodendenkmal ausgewiesen. Der heutige Ortsname Briescht geht sehr wahrscheinlich auf einen slawischen Flurnamen zurück, der nach der Anlage der Siedlung auf diese übertragen wurde (siehe Folgekapitel).

### Ersterwähnungen und Namengebung
Als Jahr der urkundlichen Ersterwähnung Brieschts geben das Historische Ortslexikon (1989) und das Brandenburgische Namenbuch (2005) das Jahr 1490 an, in dem der Ort in einem Dokument, das im Thüringischen Hauptstaatsarchiv Weimar verwahrt wird, als Brist verzeichnet ist. Friedrich Beck im Urkundeninventar erwähnt dagegen eine Urkunde vom 3. November 1444, in der ein Otto Briescht (?) zu Briest die Dörfer Selchow, Kehrig und Bugk für 69 Schock Groschen verpfändete. Nach jüngeren sprachhistorischen Forschungen, die der Onomastiker Karlheinz Hengst 2013 zusammenfasste und vertiefte, scheint gesichert, dass Briescht bereits in einem Urkundenbruchstück des Klosters Nienburg genannt wird, das auf die Zeit um 1180 datiert wird.

#### Urkundenbruchstück des Klosters Nienburg um 1180
Das Urkundenbruchstück aus der Zeit um 1180 gilt in der Geschichtswissenschaft übereinstimmend als Ergänzung einer Urkunde vom 8. August 1104, in dem das Kloster an der Saale Gebietsschenkungen von Kaiser Heinrich II. (973 bis 1024) auflistete. In dem Bruchstück werden der klösterliche Besitz und spätere Erwerbungen präzisiert. Darin heißt es unter anderem:

„Et iuxta Alzterem iij ville iacent, quarum una vocatur Briezta, altera Priorna et

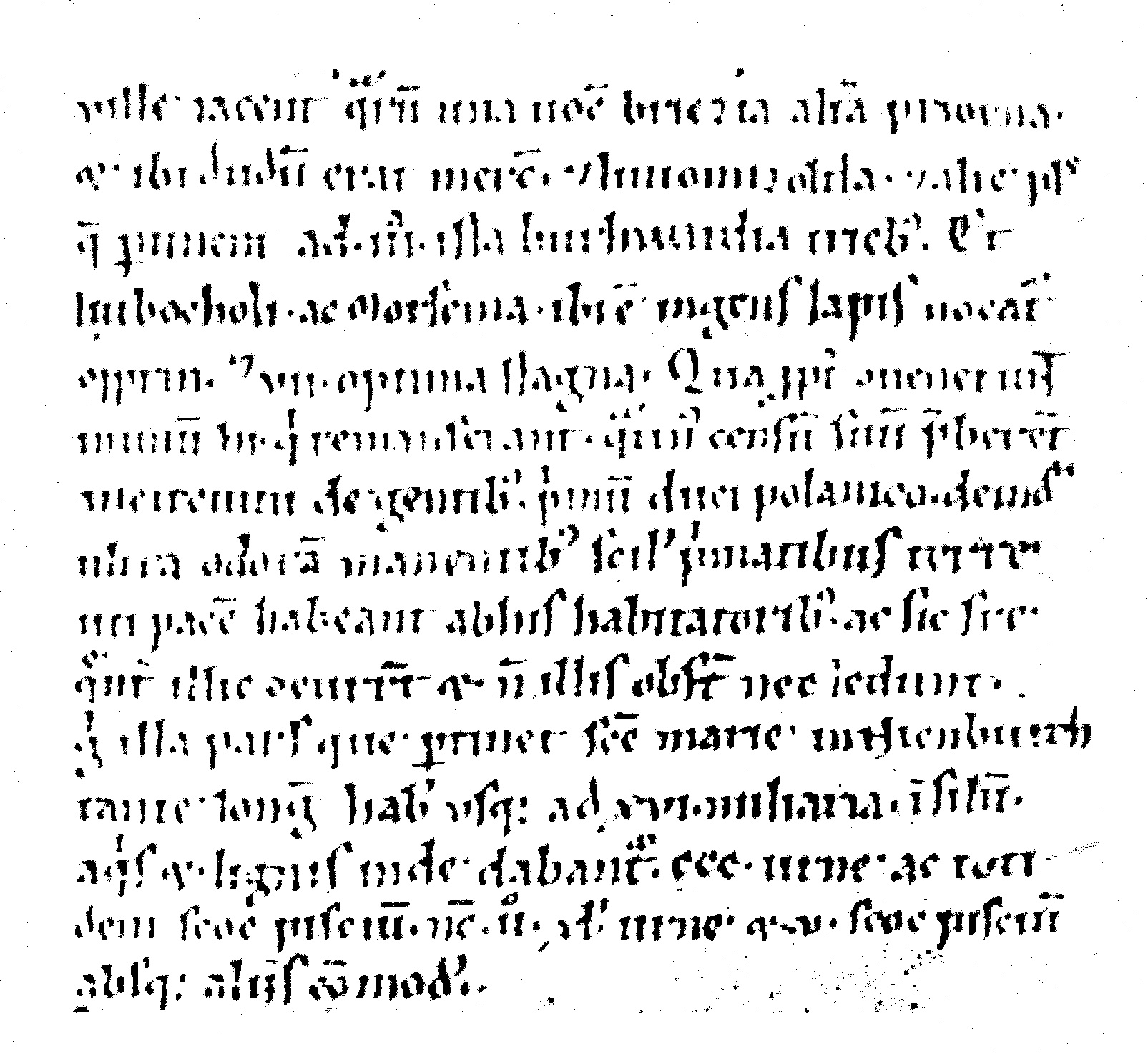
Auszug aus dem Nienburger Bruchstück mit der Erwähnung Brieschts (Briezta)

ibi dudum erat mercatus, et Liutomizoltla et alie plures, que pertinent ad iij ista
burhwardia Triebus et Liubocholi ac Morscina. Ibi est ingens lapis, qui vocatur
Opprin et vij optima stagna.“

„Und es liegen auch an der Elster drei Dörfer, von denen eines Briezta heißt, das andere Priorna, an dem längst ein Markt war, und das dritte Liutomizoltla, und mehrere
andere, welche Zubehör jener Burgwarde Triebus, Liubocholi und Morscina sind. Dort befinden sich auch ein gewaltiger Stein, der Ort heißt Opprin, und sieben ertragreiche Seen.“

Nach längerer vergeblicher Suche der erwähnten Orte Briezta, Priorna und Liutomizoltla
an der Schwarzen Elster kamen Historiker um 2000 zu dem Schluss, die Orte seien nicht mehr zu lokalisieren. Neue Bewertungen der irritierenden Angabe an der Elster und verschiedener Hinweise im Urkundenbruchstück wie zur Lage der drei genannten Burgwarde (siehe oben) veranlassten die Historische Linguistik zu einer Suche im Spreeraum, die zumindest teilweise erfolgreich war. Danach ergibt sich laut Hengst für Briezta eindeutig Briescht, für Liutomizoltla mit einiger Wahrscheinlichkeit Leuthen und für Priorna möglicherweise Wittmannsdorf, wie Leuthen heute ein Ortsteil der Gemeinde Märkische Heide (der gewaltige Stein bezeichne vermutlich einen Opferstein, eine nicht mehr lokalisierbare, wüste slawische Kultstätte).
Briescht wurde also mit einiger Sicherheit bereits um 1180 urkundlich ersterwähnt und Hengst hält es – vor allem auch bei Berücksichtigung der archäologischen Befunde in Briescht – für sehr wahrscheinlich, dass der Ort bereits 1104 zur Zeit der ersten Nienburger Klosterurkunde bestand und in der Zeit vom 8. bis 10. Jahrhundert im Zuge slavischer Kolonisationstätigkeit im Umfeld der Burgwardorte ‘Triebus’, ‘Liubocholi’ und letztlich seit dem 11. oder 12. Jahrhundert auch ‘Mroscina’ entstanden ist.

#### Etymologie
In der etymologischen Forschung herrscht Übereinstimmung, dass der 1490 verzeichnete Name Brist auf die altsorbische Grundform Brest = Siedlung bei einer Ulme/Rüster zu *brest 'Ulme, Rüster' zurückgeht. Die spätere niedersorbische Form Bŕašc (dialektal Brěšc/Brěst) ist unter anderem aus der Wandlung des „s“ vor „t“ zu „š“ abzuleiten. Im Jahr 1518 erschien der Ort in der Schreibweise Brisch, 1556 als Brißdorff und 1600 als zu Brischütz. Die heutige Namensform Briescht ist erstmals 1652 in einem Landreiterbericht verzeichnet. Ortsnamen mit derselben Grundform finden sich mit Briest in der Uckermark und Břest in Tschechien. In einem gemeinsamen Beitrag aus dem Jahr 2011 stellten Karlheinz Hengst und der Frühhistoriker Günter Wetzel Brist/Brěst evtl. sogar zu urslaw. *brestь, *brestьje ‚Furt‘, vgl. alttschech. Břístie ‚Furt‘ […]. Diese Variante, die auf eine Furt in der Spree abhebt, gab Hengst in seiner resümierenden Analyse von 2013 allerdings nicht mehr wieder und beschränkte sich auf die gängige Ulmen-Ableitung.
Aufgrund des Nienburger Bruchstücks liegt nach Angabe von Hengst der Glücksfall vor, dass der ursprüngliche slawische Ortsname noch in der altniedersorbischen Ausgangsform greifbar ist, unbeeinflusst durch spätere mittelniederdeutsche oder etwa seitens der Kanzlei durch das Mittelhochdeutsche beeinflusste Namensformen. Die Graphie der Urkunde nehme in Briezta mit der Endung „-a“ lediglich eine Anpassung an das lateinische villa = Landhaus, Gut, Dorf, Stadt vor. Die Verwendung der im Deutschen ungewöhnlichen Zischlautverbindung „zt“ in Briezt- wurde im Mittelalter als „st“ angegeben und in der Schrift als tatsächlich gesprochenes „scht“ realisiert. Der slawische Flur- und spätere Ortsname wurde von den deutschen Siedlern übernommen und beibehalten.

### Slawisch-deutsche Übergangszeit in der Niederlausitz
Soweit sich Briescht tatsächlich bereits im frühen 12. Jahrhundert im Besitz des Klosters Nienburg befunden hat, bleibt unklar, ob der Besitz in der unsicheren Übergangszeit eher nominell blieb. Der Wettiner Heinrich von Eilenburg, ab 1081 Markgraf der Lausitz und ab 1089 Markgraf von Meißen, kämpfte 1085 und 1103 gegen die slawische Burgbesatzung von Niemitzsch und wurde 1103 von einem slawischen Krieger an der Neiße erschlagen. Große Teile des Spreegebiets wurden verwüstet und viele Ortschaften zerstört. Viele deutsche Bewohner flohen und hängten Mühlsteine an die Bäume, um ihre Dörfer später wiederzufinden. Die Zurückgebliebenen entrichteten ihren Zins um des Friedens willen an den östlichen Nachbarn, und zwar zuerst dem polnischen Herzog. Gertraud Eva Schrage stellt fest, dass die Äbte der Nienburger Kirche offenbar nicht in der Lage waren, eine straffe und dauerhafte Verwaltung ihrer Lausitzer Klosterbesitzungen aufzubauen, wozu auch ein effektiver Schutz der Klosteruntertanen und ihrer Güter gehört hätte. Im Gegensatz zu den westlichen und nördlichen Nachbargebieten seien in der Niederlausitz slawische Siedlungs- und Wirtschaftsstrukturen lange erhalten geblieben und die Aktivitäten westlicher Siedler hätten daher mit erheblicher zeitlicher Verzögerung eingesetzt. Auf dem platten Lausitzer Land stabilisierten sich die Verhältnisse erst gegen Ende des 12. Jahrhunderts.
Inwieweit Briescht von diesen Verwicklungen betroffen war, wie lange Briescht im Besitz des Klosters Nienburg blieb und über etwaige Eigentumswechsel in den folgenden Jahrhunderten ist nichts bekannt. 1444 saß ein Otto (v.) Briescht (?) zu Briescht; er dürfte der damalige Ortsherr gewesen sein, oder hatte dort zumindest einen Wohnsitz. Ab dem oben bereits genannten vermeintlichen Ersterwähnungsjahr 1490 gehörte Briescht den Gutsbesitzern zu Kossenblatt.

### Briescht unter Kossenblatt, um 1520 bis 1872

#### Übersicht und Kossenblatt im 13., 14. und 15. Jahrhundert
Der 1208/09 ersterwähnte Nachbarort Kossenblatt dürfte zu dieser Zeit im Besitz des namengebenden Sifridus de Coscenblot gewesen sein, der in Urkunden des sächsischen Pfalzgrafen Friedrich von Sommerschenburg und des Markgrafen Konrad von der Ostmark als Zeuge auftrat. 1366 wird Nicolaus de Kossinblot genannt, ein Vikar der Meißner Kirche, der eine Urkunde des Domkapitels zu Meißen bezeugte. 1452 gehörte Kossenblatt den von Czertwitz, danach den von Krummensee und von vor 1521 bis 1577 den von Weilsdorf.
Der Historiker Carl Petersen gibt an, das Gut Briescht habe im 16. Jahrhundert gleichfalls den von Weilsdorf gehört. 1554 gehörte dem Kaspar v. Weilsdorf auf Kossenblatt zwei Drittel von Briescht, dem Georg v. Weilsdorf, ebenfalls auf Kossenblatt, ein Drittel. Abgesehen von einer rund 50-jährigen Unterbrechung verblieb Briescht, spätestens seit 1542, bis 1872 unter der Herrschaft Kossenblatts, dabei von 1736 bis 1872 unter der königlichen Herrschaft Königs Wusterhausens.

#### Herrschaften von Oppen, von Pannwitz, von Barfus, Friedrich WilhelmI.

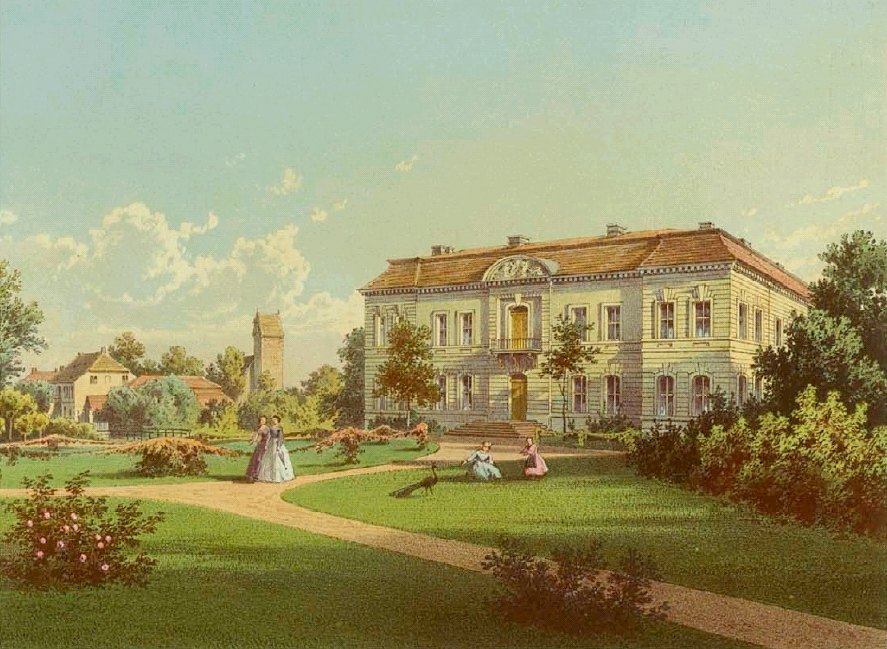
Schloss Kossenblatt, Lithografie von Theodor Albert (1870)

Kossenblatt und Briescht blieben – wie auch das Kossenblatt westlich benachbarte Spreedorf Werder – bis 1577 im Besitz derer von Weilsdorf. 1556 besaßen Kaspar und Hans von Weilsdorf zwei Drittel von Kossenblatt, Briescht und Werder und Georg von Weilsdorf das restliche Drittel. Nach einem zweijährigen Zwischenbesitz des Grafen Martin von Hohenstein zu Schwedt/Oder und Vierraden kamen die Orte 1580 an den Georg von Oppen. Auf der Spreeinsel neben dem vom brandenburgischen Oberkammerherren Georg von Oppen erworbenen Gut und Herrenhaus Kossenblatt wurde zwischen 1705 und 1712 das später königliche Schloss Kossenblatt errichtet. Zwischen 1646 und 1700 war Briescht aus den Ländereien Kossenblatts ausgegliedert und in der Hand derer von Pannwitz, einem Uradelsgeschlecht aus der Ober- und Niederlausitz, Schlesien und der Grafschaft Glatz.
Im Jahr 1699 erwarb der Generalfeldmarschall Hans Albrecht von Barfus Kossenblatt mit Werder von Friedrich Wilhelm von Oppen (1664–1709), mit dem er über seine Großmutter Catharina von Oppen verwandt war. Barfus war in zweiter Ehe mit Eleonore Gräfin von Dönhoff aus der einflussreichen Familie von Dönhoff verheiratet. Am 17. Juni 1700 erteilte Kurfürst Friedrich III. (ab 1701 König in Preußen) seine Zustimmung zum Kauf von Briescht von den Brüdern Adam Christian und Hans Christoph von Pannwitz für 12.000 Taler und gliederte das Dorf wieder in die Herrschaft Kossenblatt ein. Von den Nachfahren des 1704 verstorbenen Hans Albrecht von Barfus erwarb 1736 der „Soldatenkönig“ Friedrich Wilhelm I. die Güter und das Schloss Kossenblatt, das er gelegentlich als Jagdschloss nutzte. Stammsitz des Königs blieb das Schloss Königs Wusterhausen. Zugehörig nunmehr dem Amt Kossenblatt beziehungsweise nach 1822 dem Amt Trebatsch, blieb Briescht bis 1872 unter der Herrschaft Königs Wusterhausen.

#### Wirtschafts- und Sozialstruktur in der Kossenblattschen Zeit

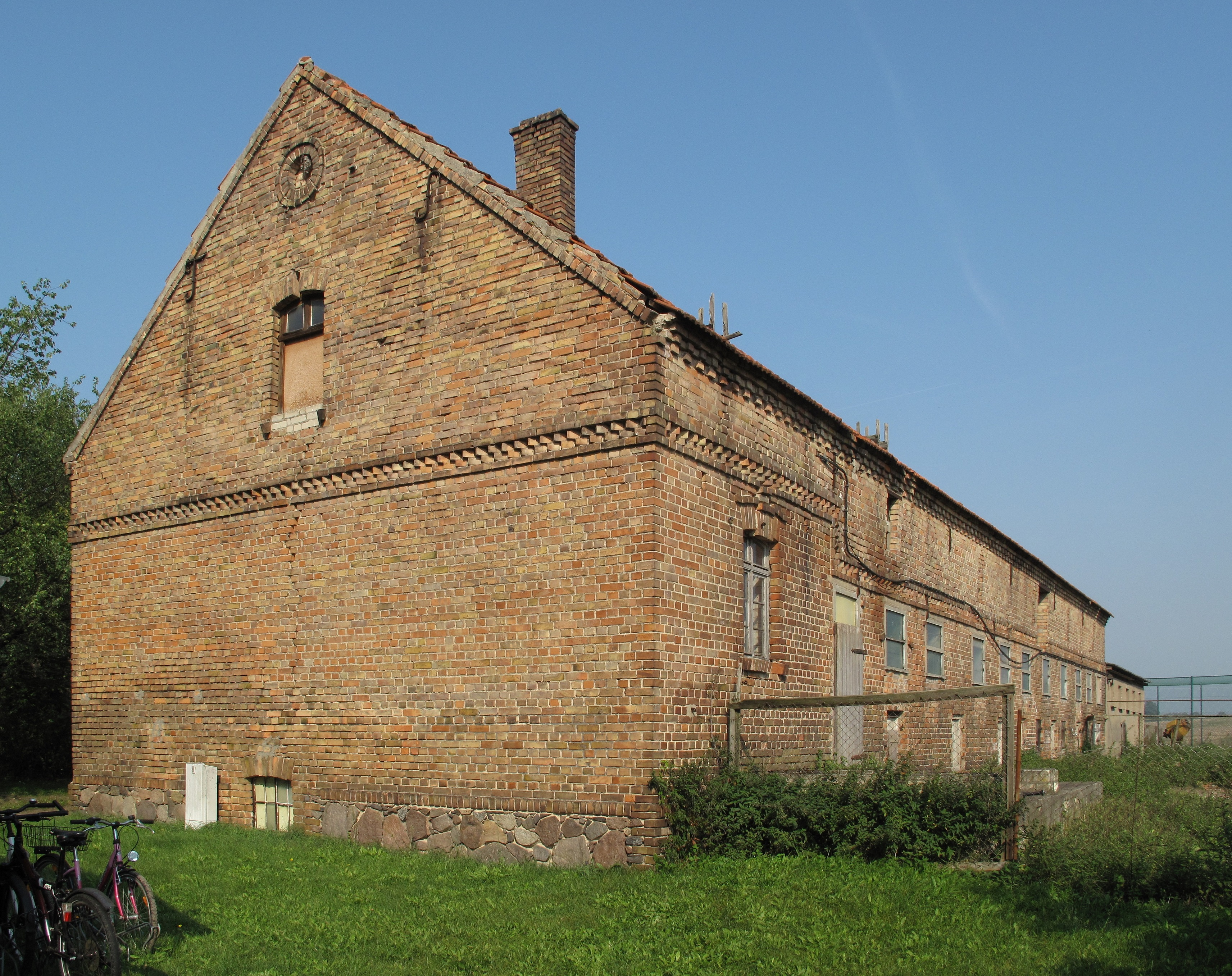
Altes Wirtschaftsgebäude in Briescht

Im Jahr 1576 gab es in Briescht 10 Bauern, drei Kossäten und einen Häusler. Für 1600 werden 23 ½ Bauernhufen, drei Kossäten und ein Hirte angegeben. Der Dreißigjährige Krieg (1618 bis 1648) hinterließ in Briescht deutliche Spuren. 1652 lagen viele Höfe wüst, darunter die 4 Hufen des Schulzen, die 3 ½ Hufen des Lehnsmanns und 4 Zweihüfner. Aus den Äckern der 6 verfallenen Hüfnerhöfe und der 4 ehemaligen Zweihüfnerhöfe, auf denen inzwischen Kossäten saßen, wurde der Rittersitz errichtet. 1692 war Briescht in folgender Verfassung, angebaut wurde in Form der Dreifelderwirtschaft:
- 1 Lehnsmann mit 4 Hufen (wüst)
- 1 Lehnschulze mit 3½ Hufen (wüst)
- 8 Zweihüfner (wüst)
- 3 Kossäten, 1 Pachtschäfer, 1 Hirte.
- 23½ Bauernhufen zu 9 Scheffel und Winter- und 4½ Scheffel Sommersaat
- Kossäten zu 2 Scheffel und Winter- und 1 Scheffel Sommersaat
- = gesamt 9 Wispel, 1 Scheffel, 6 Metzen Winter- und 4 Wispel, 12 Scheffel, 9½ Metzen Sommersaat
- 3 Felder; gewinnen das 2.–3. Korn
- je Bauer 9 Fuder Heu, je Kossät 4 Fuder; gute Hütung und Fischerei; keine Schafe.[13]

Für 1745 werden unter anderem ein Vorwerk, eine Schäferei und ein Brückenzoll über die Spree genannt. Die Einwohnerzahl Brieschts lag 1774 bei 120 und stieg über 142 im Jahr 1801 auf 151 im Jahr 1818. Für den folgenden Zeitraum bis etwa 1900 trennt das Historische Ortslexikon die Daten in „preußischer Anteil“ und „niederlausitzer Anteil im Kreis Lübben“. Zudem wird nach dem Abschluss der Bauernbefreiung zwischen a) Dorf und b) Gut, Gutsbezirk mit Hof Schwarzer Kater differenziert. So bestand der preußische Anteil im Jahr 1858 für
- a) aus 2 öffentlichen, 23 Wohn- und 42 Wirtschaftsgebäuden mit 180 Einwohnern und
- b) als Vorwerk aus 2 Wohn- und 3 Wirtschaftsgebäuden mit 28 Einwohnern.
- Beide zusammen hatten im gleichen Jahr eine Fläche von 1850 Morgen, bestehend aus 7 Morgen Gehöfte, 50 Morgen Gartenland, 1215 Morgen Acker, 179 Morgen Wiese, 237 Morgen Weide und 162 Morgen Wald.

Der niederlausitzer Anteil wird für 1864 als Etablissement mit 4 Wohngebäuden und 30 Einwohnern angegeben.
Die Vorwerke Briescht und Giesensdorf wurden am 10. Dezember 1811/4. Juni 1812 für eine jährliche Pacht von 920 Talern und ein einmaliges Erbstandsgeld von 3135 Talern an Johann Friedrich Buchholz veräußert. Karl Ludwig Buchholz war der Erbpächter auf Kossenblatt. Friedrich Ludwig Buchholz war bis Trinitatis 1808 Pächter von Märkisch Buchholz und Groß Wasserburg und bis 1814 auf Krausnick.

### Die Landgemeinde Briescht zwischen 1872 und 1990

#### Vereinigung von Dorf und Gut, königliche Försterei
Nachdem das Schloss Kossenblatt samt Gütern in Privathand übergegangen war, bestand die Landgemeinde Briescht, bezogen auf das Jahr 1895, im preußischen Anteil aus dem Dorf mit 26 Wohnhäusern und 158 Einwohnern und im Niederlausitzer Anteil aus einem Wohnplatz mit 4 Wohnhäusern und 21 Einwohnern; zum preußischen Anteil zählten zudem der Gutsbezirk Briescht aus Gut (2 Wohnhäuser) und Wohnplatz Ziegelofen (1 Wohnhaus) mit insgesamt 31 Einwohnern. Die Teilung in den preußischen und niederlausitzer Anteil erfolgte hier letztmals.

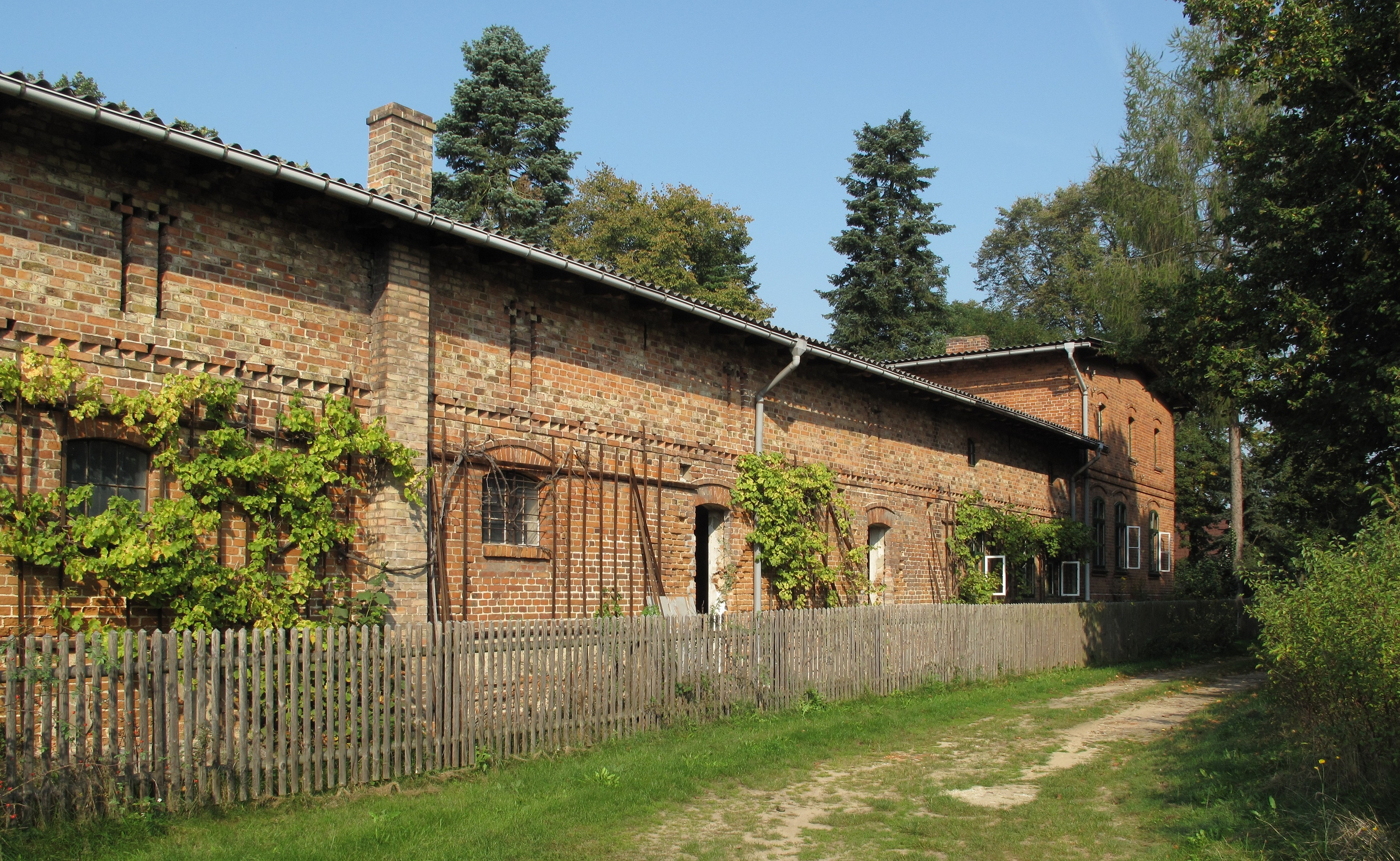
Denkmalgeschützte Alte Försterei Briescht im Jahr 2014

Im Jahr 1898 wurde das Rittergut Briescht für das königliche Hausfideikommiss zurückgekauft. Zwei Jahre zuvor war das Gutshaus durch einen Brand zerstört worden. Um 1900 wurde auf dem Gutsgelände, das mitten im Dorf liegt, die königliche Försterei Briescht errichtet; das landwirtschaftlich nutzbare Areal des Guts wurde ab 1904 parzellenweise verpachtet. Gleichfalls 1904 wurde die Försterstelle Sabrodt (Teil von Trebatsch) in das Forstamt Briescht verlegt.
Im Jahr 1900 wurden im a) Dorf 31 und im b) Gut 2 Häuser gezählt. Das Land verteilte sich auf
- a) 311 Hektar, davon 173 ha Acker und Gartenland, 61 ha Wiese, 20 ha Weide und 25 ha Forst,
- b) 264 Hektar, davon 98 ha Acker und Gartenland, 33 ha Wiese, 30 ha Weide und 93 ha Forst.

Mit der Eröffnung der letzten Teilstrecke der Niederlausitzer Eisenbahn erhielt Briescht 1901 Anschluss an das Eisenbahnnetz. 1925 hatte der gesamte Ort mit allen Teilen 235 Einwohner. 1928 wurde das Gut mit der Landgemeinde Briescht vereinigt; zugleich wurden die Flächen des aufgelösten Gutsbezirks Trebatsch, die zur Försterei Briescht gehörten, der Landgemeinde Briescht zugelegt. 1931 lag die nunmehr vereinigte Fläche bei 1315 Hektar und Briescht wurde als Landgemeinde mit den Wohnplätzen Bahnhof Briescht und Parkettwerk Briescht geführt (ab 1957 zusätzlich mit Wohnplatz Schwarzer Kater). Für 1939 sind 26 land- und forstwirtschaftliche Betriebe angegeben, die sich wie folgt aufteilten: 7 Betriebe mit 20–100 ha, 11 mit 10–20 ha, 8 mit 5–10 ha und 10 mit 0,5–5 ha.

#### Norddeutsche Parkettwerke und LPG in der DDR-Zeit

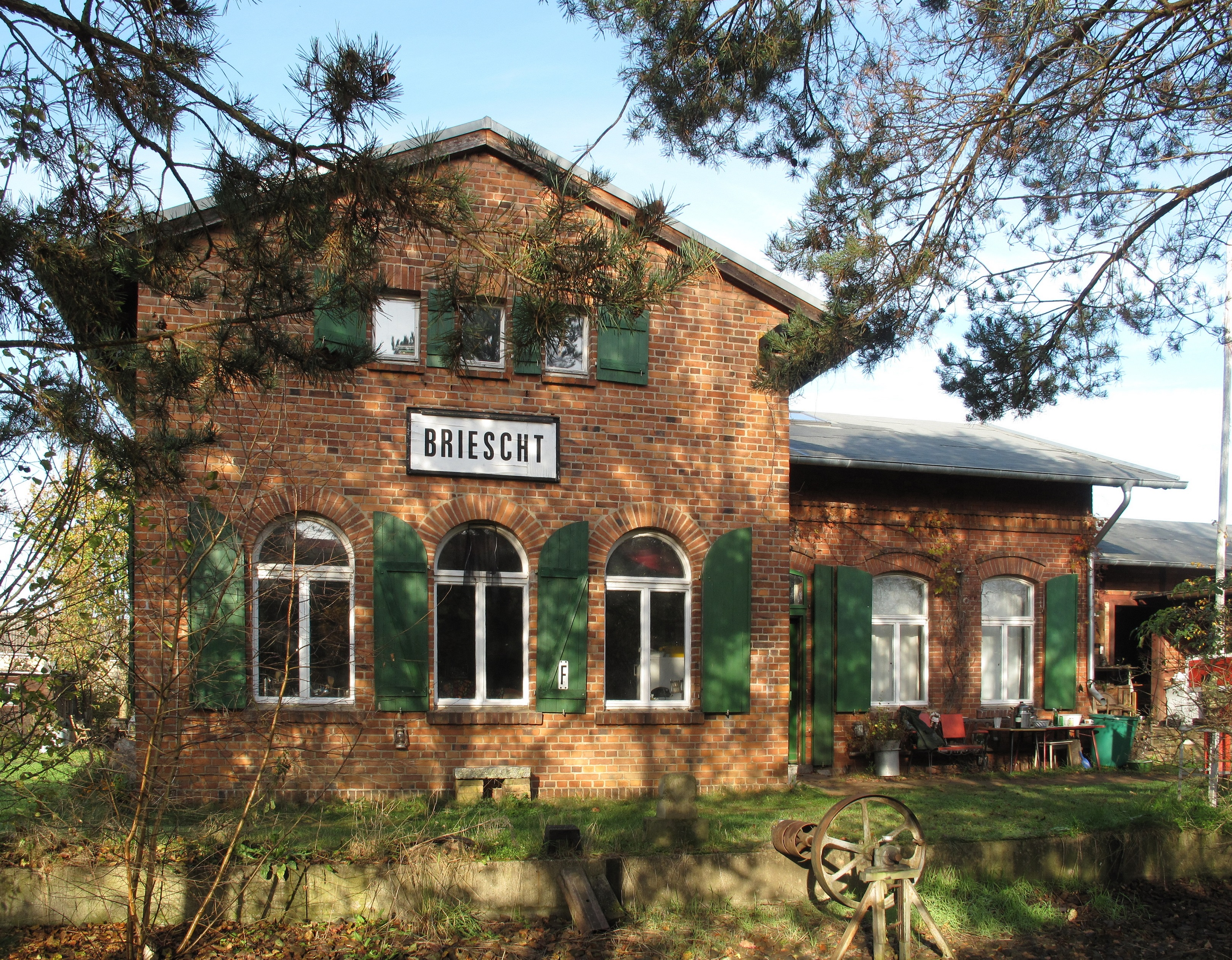
Ehemaliger Bahnhof Briescht

Das 1931 erwähnte Parkettwerk, auch Norddeutsche Parkettwerke Briescht, soll ein großer Betrieb gewesen sein, dessen Produkte in alle Teile Deutschlands gingen. Das hohe Transportaufkommen des Sägewerks und Baugeschäfts verlieh selbst dem kleinen Dorfbahnhof zeitweise überregionale Bedeutung. Die Produktion wurde in der DDR-Zeit weitergeführt, wahrscheinlich bis kurz vor der Wiedervereinigung. 1977 war der Betrieb als Sägewerk und Parkettfabrik Briescht dem Volkseigenen Betrieb (VEB) Holzindustrie Schorfheide angeschlossen; zudem bestand ein VEB Baureparaturen. Die Försterei wurde gleichfalls weitergeführt, sie ist 1977 als Revierförsterei verzeichnet.
In der DDR-Zeit gehörte Briescht zum Kreis Beeskow. Nach dem Zweiten Weltkrieg erreichte der Ort 1946, noch in der SBZ-Zeit, mit 367 seinen allzeit höchsten Einwohnerstand, der dann kontinuierlich abnahm über 310 im Jahr 1964 und 281 im Jahr 1971 auf 273 im Jahr 1981 (Stand 2014: 194). Der Einwohnerhöchststand 1946 war der Bodenreform und dem Befehl der Sowjetischen Militäradministration geschuldet, Land an Umsiedler aus den Gebieten jenseits der Oder und an landlose sowie landarme Bauern zu verteilen. 1946 wurden 196 Hektar aufgeteilt an 25 Landarbeiter und landlose Bauern (84 ha), 29 landarme Bauern (68 ha), 8 Kleinpächter (30 ha) und 20 Umsiedler (14 ha).
In der sogenannten „Kollektivierungsphase“ der DDR zwischen 1952 und 1960 mit dem staatlich organisierten Zusammenschluss von privaten Betrieben zu genossenschaftlichen Großbetrieben entstand 1957 in Briescht eine Landwirtschaftliche Produktionsgenossenschaft (LPG) vom Typ I, die 1958 in den eher seltenen Typ III überführt wurde. 1960 bestanden eine LPG/Typ I mit 8 Betrieben, 12 Mitgliedern und 63 ha bewirtschafteter Nutzfläche sowie eine LPG/Typ III mit 30 Betrieben, 54 Mitgliedern und 320 ha Nutzfläche. 1968 erfolgte ein erneuter Zusammenschluss zum Typ III.

## Gegenwart und Kommunale Einrichtungen

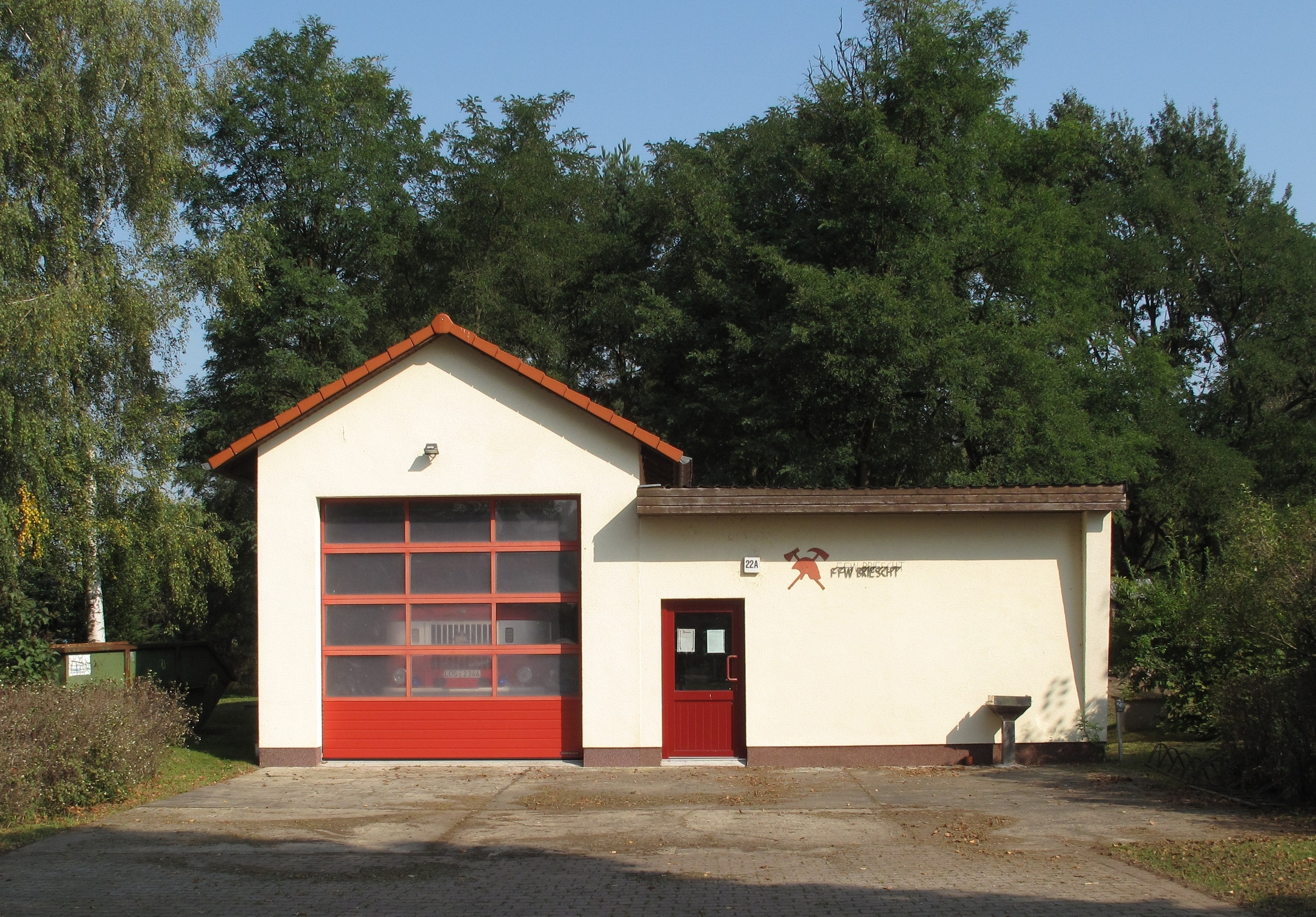
Feuerwehrhaus der Freiwilligen Feuerwehr Briescht

Briescht wurde am 31. Dezember 2001 in die großflächige, amtsfreie Gemeinde Tauche eingegliedert, die sich über elf weitere Ortsteile vom Schwielochsee und Unterspreewald bis nach Beeskow erstreckt. In der Gemeindeversammlung Tauche ist das Dorf durch einen Ortsvorsteher und durch einen Ortsbeirat vertreten. Für Zusammenkünfte steht ein Gemeindehaus zur Verfügung. Um den Brandschutz des Dorfs kümmert sich die Freiwillige Feuerwehr Briescht, die über ein Feuerwehrhaus und Löschfahrzeug verfügt.
Einen Kirchbau hat es in Briescht (sehr wahrscheinlich) nie gegeben. In den Stichjahren 1600 und 1897 war Briescht in Kossenblatt eingepfarrt, heute Teil der Evangelischen Kirchengemeinde Tauche in der Evangelischen Kirche Berlin-Brandenburg-schlesische Oberlausitz.
Die einzige Gaststätte des Orts liegt an der Zugbrücke Briescht, an der ein Rastplatz für Wasserwanderer, Radfahrer und Wanderer eingerichtet wurde, auf dessen ausgedehnter Wiese Zelte aufgestellt werden können. Der ehemalige Bahnhof – ein preußischer Typenbau, dessen dörflicher Charme sich in Bausätzen beziehungsweise Bastelbögen für Freunde der Modelleisenbahn niederschlug – ist seit 2008 ein privates Wohnhaus. Als Ort für Kunst, Kultur und Erholung steht die 2009 privatisierte und denkmalgeschützte „Alte Försterei Briescht“ zur Verfügung.